# Aachener Turn- und Sportverein Alemannia 1900 1980-1981
Questa voce raccoglie le informazioni riguardanti l'Aachener Turn- und Sportverein Alemannia 1900 nelle competizioni ufficiali della stagione 1980-1981.

## Stagione
Nella stagione 1980-1981 l'Alemannia, allenato da Erhard Ahmann, concluse il campionato di 2. Bundesliga al 5º posto. In Coppa di Germania l'Alemannia fu eliminato agli ottavi di finale dal Kaiserslautern.

## Rosa
| N. |                     | Ruolo | Calciatore         |
| -- | ------------------- | ----- | ------------------ |
|    | Germania (bandiera) | P     | Wolfgang Dramsch   |
|    | Germania (bandiera) | P     | Johannes Kau       |
|    | Germania (bandiera) | D     | Manfred Folta      |
|    | Germania (bandiera) | D     | Dietmar Grabotin   |
|    | Germania (bandiera) | D     | Manfred Jansen     |
|    | Spagna (bandiera)   | D     | Jo Montanes        |
|    | Germania (bandiera) | D     | Werner Malischke   |
|    | Germania (bandiera) | D     | Holger Neumann     |
|    | Germania (bandiera) | D     | Mathias Schipper   |
|    | Germania (bandiera) | C     | Helmut Balke       |
|    | Germania (bandiera) | C     | Werner Bertrams    |
|    | Germania (bandiera) | C     | Hubert Clute-Simon |

| N. |                     | Ruolo | Calciatore        |
| -- | ------------------- | ----- | ----------------- |
|    | Germania (bandiera) | C     | Uwe Finnern       |
|    | Germania (bandiera) | C     | Helmut Frantzen   |
|    | Germania (bandiera) | C     | Dietmar Poqué     |
|    | Germania (bandiera) | C     | Michael Schleiden |
|    | Germania (bandiera) | C     | Helmut Schütt     |
|    | Germania (bandiera) | C     | Hartmut Sinnigen  |
|    | Galles (bandiera)   | C     | Wayne Thomas      |
|    | Germania (bandiera) | A     | Heinz-Josef Kehr  |
|    | Germania (bandiera) | A     | Norbert Runge     |
|    | Germania (bandiera) | A     | Winfried Stradt   |
|    | Germania (bandiera) | A     | Arno Wolf         |

## Organigramma societario
Area tecnica
- Allenatore: Erhard Ahmann
- Allenatore in seconda: Willi Haag
- Preparatore dei portieri:
- Preparatori atletici:

## Calciomercato

### Sessione estiva
| Acquisti | Acquisti      | Acquisti          | Acquisti |
| R.       | Nome          | da                | Modalità |
| -------- | ------------- | ----------------- | -------- |
| D        | Rainer Rühle  | Stoccarda         |          |
| A        | Norbert Runge | Borussia Dortmund |          |
| C        | Wayne Thomas  | Baunatal          |          |
| A        | Arno Wolf     | Kaiserslautern    |          |

| Cessioni | Cessioni      | Cessioni      | Cessioni |
| R.       | Nome          | a             | Modalità |
| -------- | ------------- | ------------- | -------- |
| C        | Stefan Rausch | Holstein Kiel |          |

### Sessione invernale
| Acquisti | Acquisti | Acquisti | Acquisti |
| R.       | Nome     | da       | Modalità |
| -------- | -------- | -------- | -------- |

| Cessioni | Cessioni | Cessioni | Cessioni |
| R.       | Nome     | a        | Modalità |
| -------- | -------- | -------- | -------- |

## Risultati

### 2. Bundesliga

#### Girone di andata
| Arbitro: | Gathmann |

|                                                                      |           |             |
| Runge 3’ Laufer 30’ (aut.) Kerkemeier 32’ (aut.) Stradt 54’ Wolf 78’ | Marcatori | 37’ Fischer |

| Arbitro: | Wichmann |

|              |           |  |
| Dzieciol 76’ | Marcatori |  |

| Arbitro: | Puchalski |

|                                                        |           |  |
| Thomas 38’ Clute-Simon 47’ Runge 59’ Mazany 66’ (aut.) | Marcatori |  |

| Arbitro: | Uhlig |

|  |           |          |
|  | Marcatori | 66’ Wolf |

| Arbitro: | Teichert |

|                                           |           |                                 |
| Clute-Simon 7’, 61’ Runge 52’, 77’ (rig.) | Marcatori | 76’ Mill 80’ Herget 87’ Lippens |

| Arbitro: | Mölm |

|          |           |           |
| Hahn 88’ | Marcatori | 32’ Rühle |

| Arbitro: | Gathmann |

|                            |           |  |
| Clute-Simon 35’ Stradt 60’ | Marcatori |  |

| Arbitro: | Puchalski |

|                   |           |                           |
| Thomas 72’ (aut.) | Marcatori | 48’, 79’ Runge 56’ Jansen |

| Arbitro: | Gabor |

|               |           |             |
| Kehr 51’, 61’ | Marcatori | 65’ Dierßen |

| Arbitro: | Hennig |

|                           |           |  |
| Kunkel 51’, 88’ Drews 89’ | Marcatori |  |

| Arbitro: | Wahmann |

|                                                     |           |  |
| Thomas 11’ Kehr 28’, 70’ Clute-Simon 63’ Stradt 82’ | Marcatori |  |

| Arbitro: | Risse |

|          |           |           |
| Leske 6’ | Marcatori | 60’ Balke |

| Arbitro: | Milkert |

|                    |           |               |
| Kehr 32’, 39’, 57’ | Marcatori | 73’ Montelett |

| Arbitro: | Kespohl |

|                 |           |            |
| Stolzenburg 30’ | Marcatori | 12’ Thomas |

| Arbitro: | Ahlenfelder |

|                              |           |  |
| Clute-Simon 16’ Bertrams 27’ | Marcatori |  |

| Arbitro: | Pauly |

|            |           |  |
| Künkel 57’ | Marcatori |  |

| Arbitro: | Reichmann |

|           |           |              |
| Runge 57’ | Marcatori | 51’ Hoffmann |

| Arbitro: | Glasneck |

|                                         |           |                        |
| Snater 38’, 80’ Schröder 49’ Fesser 90’ | Marcatori | 65’ Bertrams 75’ Runge |

| Arbitro: | Ohmsen |

|                |           |                 |
| Merkhoffer 35’ | Marcatori | 84’ Clute-Simon |

| Arbitro: | Möller |

|                       |           |  |
| Bertrams 37’ Wolf 72’ | Marcatori |  |

| Arbitro: | Diekert |

|                        |           |                        |
| Larsen 50’ Stelzer 84’ | Marcatori | 54’, 61’, 67’ Bertrams |

#### Girone di ritorno
| Arbitro: | Kasperowski |

|                     |           |                                            |
| Pache 18’ Melis 90’ | Marcatori | 9’ (rig.) Thomas 32’ Rühle 44’ Clute-Simon |

| Arbitro: | Kespohl |

|                                          |           |             |
| Thomas 38’ (rig.) Runge 59’ Bertrams 76’ | Marcatori | 4’ Krumbein |

| Arbitro: | Heitmann |

|                 |           |           |
| Vittinghoff 47’ | Marcatori | 83’ Runge |

| Arbitro: | Wichmann |

|  |           |                                             |
|  | Marcatori | 1’, 34’ Clute-Simon 76’ Stradt 85’ Grabotin |

| Arbitro: | Waltert |

|                             |           |  |
| Clute-Simon 5’ Bertrams 33’ | Marcatori |  |

| Arbitro: | Risse |

|                                                      |           |             |
| Wolf 54’ Thomas 63’ (rig.) Sinnigen 89’ Bertrams 90’ | Marcatori | 14’ Dickert |

| Arbitro: | Filipiak |

|                                                               |           |  |
| Kamp 24’, 32’ Reinders 68’ (rig.) Meier 70’ Kostedde 79’, 89’ | Marcatori |  |

| Arbitro: | Hennig |

|                             |           |  |
| Thomas 46’ (rig.) Runge 88’ | Marcatori |  |

| Arbitro: | Uhlig |

|                          |           |           |
| Schatzschneider 38’, 80’ | Marcatori | 68’ Runge |

| Arbitro: | Waltert |

|                                               |           |                      |
| Clute-Simon 10’ Runge 57’ Wolf 65’ Jansen 74’ | Marcatori | 37’ Patzke 67’ Drews |

| Arbitro: | Teichert |

|  |           |                 |
|  | Marcatori | 48’ Clute-Simon |

| Aquisgrana 4 aprile 1981 33ª giornata | Alemannia Aquisgrana | 0 – 0 referto | RW Oberhausen | Stadio Tivoli (8 000 spett.)\| Arbitro: \| Wahmann \| |
| Arbitro:                              | Wahmann              |               |               |                                                       |

| Arbitro: | Zittrich |

|            |           |  |
| Hansel 80’ | Marcatori |  |

| Arbitro: | Kohnen |

|              |           |                                         |
| Sinnigen 62’ | Marcatori | 35’ Malura 72’ Fraßmann 88’ Stolzenburg |

| Arbitro: | Holzweißig |

|            |           |  |
| Ohling 54’ | Marcatori |  |

| Arbitro: | Möller |

|                                                 |           |                              |
| Runge 29’ Clute-Simon 50’ Schipper 51’ Kehr 74’ | Marcatori | 80’ (rig.) Künkel 87’ Hermes |

| Arbitro: | Redelfs |

|  |           |          |
|  | Marcatori | 63’ Kehr |

| Arbitro: | Reichmann |

|                               |           |                  |
| Wolf 22’, 34’ Clute-Simon 23’ | Marcatori | 81’ (aut.) Rühle |

| Arbitro: | Puchalski |

|  |           |               |
|  | Marcatori | 30’ Ellmerich |

| Arbitro: | Milkert |

|                                |           |  |
| Mill 14’, 43’, 54’, 59’ (rig.) | Marcatori |  |

| Arbitro: | Wuttke |

|                               |           |  |
| Clute-Simon 48’, 65’ Wolf 59’ | Marcatori |  |

### Coppa di Germania
| Arbitro: | Pauly |

|                                               |           |  |
| Bertrams 69’ Runge 76’ (rig.) Clute-Simon 79’ | Marcatori |  |

| Arbitro: | Treib |

|             |           |               |
| Hartung 99’ | Marcatori | 109’ Sinnigen |

| Arbitro: | Horeis |

|          |           |  |
| Kehr 26’ | Marcatori |  |

| Arbitro: | Heitmann |

|                                                       |           |                        |
| Runge 6’ Bertrams 27’ Thomas 54’ Clute-Simon 55’, 74’ | Marcatori | 60’ Ettmayer 90’ Marek |

| Arbitro: | Schmoock |

|                                   |           |  |
| Hofeditz 35’ Funkel 63’ Wendt 87’ | Marcatori |  |

## Statistiche

### Statistiche di squadra
| Competizione      | Punti | In casa | In casa | In casa | In casa | In casa | In casa | In trasferta | In trasferta | In trasferta | In trasferta | In trasferta | In trasferta | Totale | Totale | Totale | Totale | Totale | Totale | DR  |
| Competizione      | Punti | G       | V       | N       | P       | Gf      | Gs      | G            | V            | N            | P            | Gf           | Gs           | G      | V      | N      | P      | Gf     | Gs     | DR  |
| ----------------- | ----- | ------- | ------- | ------- | ------- | ------- | ------- | ------------ | ------------ | ------------ | ------------ | ------------ | ------------ | ------ | ------ | ------ | ------ | ------ | ------ | --- |
| 2. Bundesliga     | 55    | 21      | 17      | 2       | 2       | 56      | 18      | 21           | 7            | 5            | 9            | 24           | 33           | 42     | 24     | 7      | 11     | 80     | 51     | +29 |
| Coppa di Germania | -     | 3       | 3       | 0       | 0       | 9       | 2       | 2            | 0            | 1            | 1            | 1            | 4            | 5      | 3      | 1      | 1      | 10     | 6      | +4  |
| Totale            | 55    | 24      | 20      | 2       | 2       | 65      | 20      | 23           | 7            | 6            | 10           | 25           | 37           | 47     | 27     | 8      | 12     | 90     | 57     | +33 |

### Andamento in campionato
| Giornata  | 1 | 2 | 3 | 4 | 5 | 6 | 7 | 8 | 9 | 10 | 11 | 12 | 13 | 14 | 15 | 16 | 17 | 18 | 19 | 20 | 21 | 22 | 23 | 24 | 25 | 26 | 27 | 28 | 29 | 30 | 31 | 32 | 33 | 34 | 35 | 36 | 37 | 38 | 39 | 40 | 41 | 42 |
| --------- | - | - | - | - | - | - | - | - | - | -- | -- | -- | -- | -- | -- | -- | -- | -- | -- | -- | -- | -- | -- | -- | -- | -- | -- | -- | -- | -- | -- | -- | -- | -- | -- | -- | -- | -- | -- | -- | -- | -- |
| Luogo     | C | T | C | T | C | T | C | T | C | T  | C  | T  | C  | T  | C  | T  | C  | T  | T  | C  | T  | T  | C  | T  | T  | C  | C  | T  | C  | T  | C  | T  | C  | T  | C  | T  | C  | T  | C  | C  | T  | C  |
| Risultato | V | P | V | V | V | N | V | V | V | P  | V  | N  | V  | N  | V  | P  | N  | P  | N  | V  | V  | V  | V  | N  | V  | V  | V  | P  | V  | P  | V  | V  | N  | P  | P  | P  | V  | V  | V  | P  | P  | V  |
| Posizione | 1 | 5 | 4 | 3 | 2 | 2 | 1 | 1 | 1 | 2  | 1  | 1  | 1  | 2  | 1  | 2  | 5  | 5  | 5  | 5  | 4  | 4  | 4  | 3  | 3  | 3  | 3  | 4  | 4  | 4  | 4  | 4  | 4  | 4  | 4  | 6  | 4  | 4  | 4  | 4  | 5  | 5  |

Legenda:

Luogo: C = Casa; T = Trasferta. Risultato: V = Vittoria; N = Pareggio; P = Sconfitta.

### Statistiche dei giocatori
| Giocatore      | 2. Bundesliga | 2. Bundesliga | 2. Bundesliga | 2. Bundesliga | Coppa di Germania | Coppa di Germania | Coppa di Germania | Coppa di Germania | Totale   | Totale | Totale      | Totale     |
| Giocatore      | Presenze      | Reti          | Ammonizioni   | Espulsioni    | Presenze          | Reti              | Ammonizioni       | Espulsioni        | Presenze | Reti   | Ammonizioni | Espulsioni |
| -------------- | ------------- | ------------- | ------------- | ------------- | ----------------- | ----------------- | ----------------- | ----------------- | -------- | ------ | ----------- | ---------- |
| H. Balke       | 35            | 1             | 6             | 0             | 4                 | 0                 | 0                 | 0                 | 39       | 1      | 6           | 0          |
| W. Bertrams    | 21            | 9             | 0             | 0             | 4                 | 2                 | 0                 | 0                 | 25       | 11     | 0           | 0          |
| H. Clute-Simon | 40            | 17            | 0             | 1             | 5                 | 3                 | 0                 | 0                 | 45       | 20     | 0           | 1          |
| W. Dramsch     | 41            | 0             | 1             | 0             | 5                 | 0                 | 1                 | 0                 | 46       | 0      | 2           | 0          |
| U. Finnern     | 9             | 0             | 1             | 0             | 0                 | 0                 | 0                 | 0                 | 9        | 0      | 1           | 0          |
| M. Folta       | 1             | 0             | 0             | 0             | 1                 | 0                 | 0                 | 0                 | 2        | 0      | 0           | 0          |
| H. Frantzen    | 14            | 0             | 2             | 0             | 3                 | 0                 | 0                 | 0                 | 17       | 0      | 2           | 0          |
| D. Grabotin    | 38            | 1             | 3             | 1             | 4                 | 0                 | 2                 | 0                 | 42       | 1      | 5           | 1          |
| M. Jansen      | 27            | 2             | 3             | 0             | 3                 | 0                 | 0                 | 0                 | 30       | 2      | 3           | 0          |
| J. Kau         | 2             | 0             | 0             | 0             | 0                 | 0                 | 0                 | 0                 | 2        | 0      | 0           | 0          |
| H. Kehr        | 24            | 9             | 2             | 1             | 4                 | 1                 | 0                 | 0                 | 28       | 10     | 2           | 1          |
| W. Malischke   | 3             | 0             | 0             | 0             | 0                 | 0                 | 0                 | 0                 | 3        | 0      | 0           | 0          |
| J. Montanes    | 42            | 0             | 2             | 0             | 5                 | 0                 | 1                 | 0                 | 47       | 0      | 3           | 0          |
| H. Neumann     | 0             | 0             | 0             | 0             | 0                 | 0                 | 0                 | 0                 | 0        | 0      | 0           | 0          |
| D. Poqué       | 1             | 0             | 0             | 0             | 0                 | 0                 | 0                 | 0                 | 1        | 0      | 0           | 0          |
| N. Runge       | 30            | 14            | 0             | 0             | 3                 | 2                 | 0                 | 0                 | 33       | 16     | 0           | 0          |
| R. Rühle       | 38            | 2             | 3             | 0             | 5                 | 0                 | 0                 | 0                 | 43       | 2      | 3           | 0          |
| M. Schipper    | 39            | 1             | 9             | 0             | 4                 | 0                 | 2                 | 0                 | 43       | 1      | 11          | 0          |
| M. Schleiden   | 0             | 0             | 0             | 0             | 0                 | 0                 | 0                 | 0                 | 0        | 0      | 0           | 0          |
| H. Schütt      | 0             | 0             | 0             | 0             | 0                 | 0                 | 0                 | 0                 | 0        | 0      | 0           | 0          |
| H. Sinnigen    | 39            | 2             | 4             | 0             | 5                 | 1                 | 1                 | 0                 | 44       | 3      | 5           | 0          |
| W. Stradt      | 19            | 4             | 0             | 0             | 2                 | 0                 | 0                 | 0                 | 21       | 4      | 0           | 0          |
| W. Thomas      | 40            | 7             | 6             | 0             | 5                 | 1                 | 0                 | 0                 | 45       | 8      | 6           | 0          |
| A. Wolf        | 36            | 8             | 0             | 0             | 3                 | 0                 | 0                 | 0                 | 39       | 8      | 0           | 0          |